# Mana Endō
Mana Endō (遠藤 愛?, Endō Mana; Hiroshima, 6 febbraio 1971) è un'ex tennista giapponese.

## Biografia
Ha impugnato la prima racchetta a 7 anni grazie a suo padre Hiroshi, che le ha fatto anche da coach.
Professionista a partire dal 1991, anno in cui si è aggiudicata l'oro alle Universiadi in singolare, ha inizialmente partecipato a pochi tornei per poter completare gli studi, conseguendo quindi la laurea nel 1993 presso l'Università di Tsukuba. La carriera è decollata nel 1994, quando Mana è riuscita a conquistare l' Hobart International (battendo in finale la favorita Lindsay Davenport) e a raggiungere gli ottavi di finale agli US Open.
In singolare si è issata fino alla posizione numero 26, mentre in doppio fino alla 98. Nel 1998 ha ufficializzato il ritiro dall'agonismo.